# العمار بسدير (المجمعة)
العمار بسدير، هي قرية من فئة (ب) تقع في محافظة المجمعة، والتابعة لمنطقة الرياض في السعودية. وتبعد العمار بسدير عن محافظة المجمعة بمسافة تقارب () كم.